# Gmina związkowa Bad Ems-Nassau
Gmina związkowa Bad Ems-Nassau (niem. Verbandsgemeinde Bad Ems-Nassau) – gmina związkowa w Niemczech, w kraju związkowym Nadrenia-Palatynat, w powiecie Rhein-Lahn. Siedziba gminy związkowej znajduje się w mieście Bad Ems. Powstała 1 stycznia 2019 z połączenia gminy związkowej Bad Enms z gminą związkową Nassau.

## Podział administracyjny
Gmina związkowa zrzesza 28 gmin, w tym dwie gminy miejskie (Stadt) oraz 26 pozostałych gmin:
1. Arzbach
2. Attenhausen
3. Bad Ems, miasto
4. Becheln
5. Dausenau
6. Dessighofen
7. Dienethal
8. Dornholzhausen
9. Fachbach
10. Frücht
11. Geisig
12. Hömberg
13. Kemmenau
14. Lollschied
15. Miellen
16. Misselberg
17. Nassau, miasto
18. Nievern
19. Obernhof
20. Oberwies
21. Pohl
22. Schweighausen
23. Seelbach
24. Singhofen
25. Sulzbach
26. Weinähr
27. Winden
28. Zimmerschied